# Somatotropina bovina

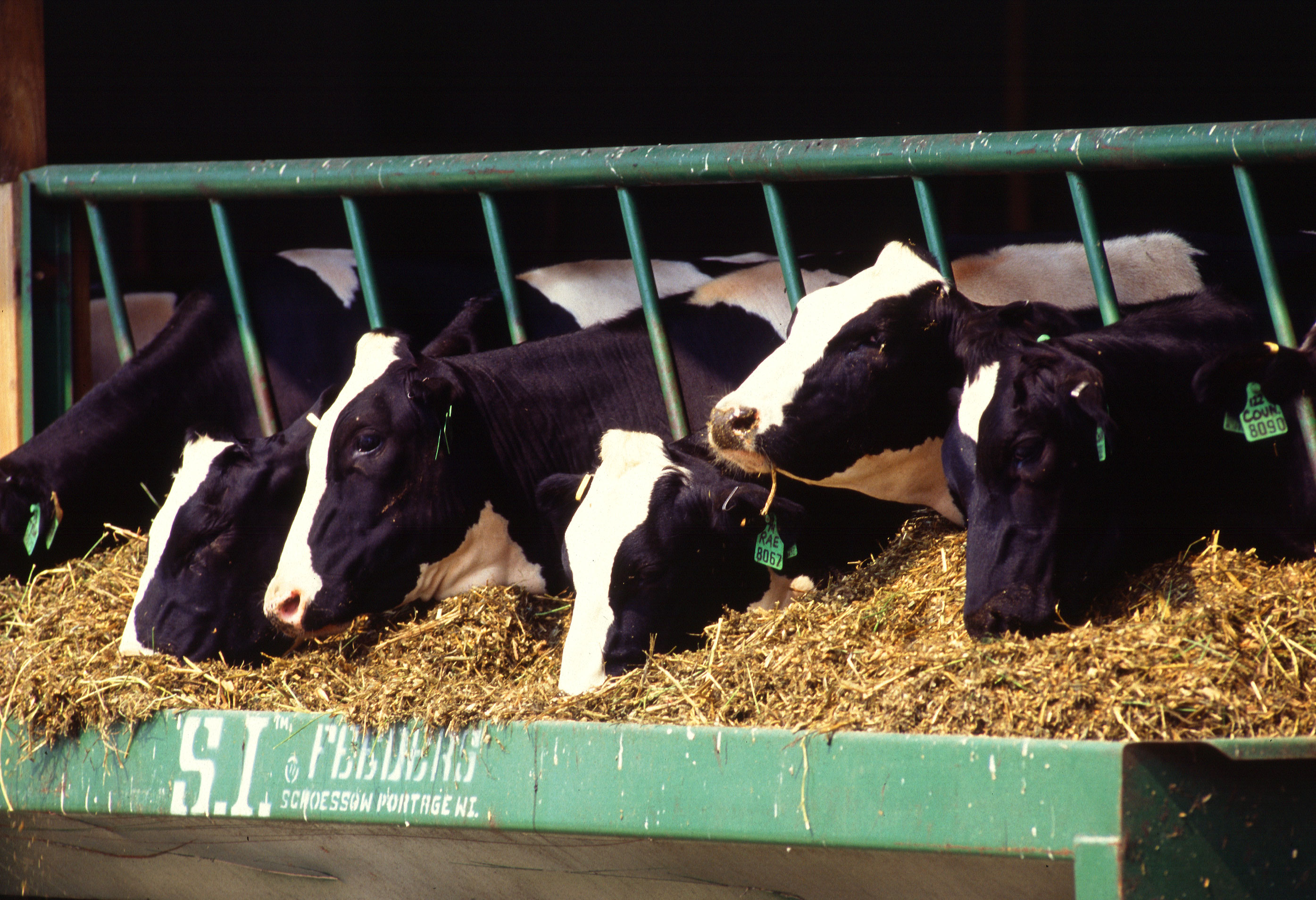
O uso de somatotropina bovina recombinante, injetada periódicamente nas vacas leiteiras, possibilita incrementos de até 20% na produção de leite. É atestado pela FAO e Organização Mundial da Saúde como seguro na alimentação humana. Mas a substância está proibida, entre outros países, no Canadá e na União Europeia.

A somatotropina bovina, também chamada somatotrofina bovina  (abreviadamente BST, do inglês bovine  somatotropin ou somatotrophin) e também conhecida como hormônio do crescimento bovino (abreviadamente BGH, do inglês bovine growth hormone), é um hormônio peptídico produzido naturalmente pela glândula pituitária das vacas leiteiras. Assim como outros hormônios, é produzida em pequenas quantidades e participa dos processos de regulação metabólica.

## O papel da somatropina natural
A hormona de crescimento bovino (BGH)é produzida naturalmente na glândula pituitária do gado. A hormona promove o crescimento das crias e regula a produção de leite das vacas leiteiras.
A produção normal de leite de uma vaca leiteira atinge um máximo cerca de cinquenta dias após o parto e depois diminui de forma constante nos dez meses seguintes. Após o pico, a vaca  tem de se alimentar mais para satisfazer as exigências da lactação. 
Até as vacas leiteiras começarem a ser injetadas com hormonas a fim de aumentar a produção de leite, mesmo as raças mais produtivas tinham úberes de tamanho razoável, sem  que o peso do seu leite as incomodasse.  Nessa altura, era frequente os vitelos ficarem com as mães durante várias semanas:  o bezerro era gradualmente desmamado e a ordenha da mãe aumentava. Assim, uma vaca  passava sem problemas de alimentar o seu vitelo para dar  leite aos humanos. 

## Somatotropina sintética
Depois que a empresa de biotecnologia Genentech descobriu e patenteou o gene da BST, nos anos 1970, tornou-se possível sintetizar esse hormônio usando a tecnologia do DNA recombinante para criar a  somatotropina bovina recombinante, abreviadamente rBST (do inglês recombinant bovine somatotropin ou recombinant bovine somatotrophin), e o  hormônio do crescimento bovino recombinante, abreviadamente rBGH (do inglês recombinant bovine growth hormone) ou hormônio do crescimento artificial. A partir da década de 1980, tornou-se possível obter o hormônio de crescimento em escala comercial. 
Nos Estados Unidos, quatro grandes empresas farmacêuticas (Monsanto, American Cyanamid, Eli Lilly e Upjohn), entraram numa corrida para desenvolver produtos comerciais contendo rBST e submetê-los à aprovação da FDA        (Food and Drug Administration).   A Monsanto foi a primeira a conseguir a aprovação da FDA para comercialização dos seus produtos à base de rBST nos Estados Unidos (em 1993). O mesmo ocorreu no México, no Brasil, na Índia, na Rússia e em pelo menos dez outros países.[ligação inativa] Em contrapartida, o produto foi proibido em todos os países da União Europeia, Nova Zelândia, Austrália e Canadá.
Assim, depois de obter uma licença da Genentech, a Monsanto passou a comercializar o rBST com o nome de Posilac.  
  

Em 1985, a Monsanto tinha apresentado a documentação inicial à FDA para  obter a aprovação do Posilac. Era uma pilha de documentos da altura de um homem. A própria agência não efectua estudos toxicológicos, tais como testes em animais,  apenas examina os dados fornecidos pelos fabricantes dos produtos. Quando Richard Burroughs, um veterinário da FDA na época, considerou os registros insuficientes e de qualidade científica muito pobre, e solicitou uma revisão mais aprofundada, acabou despedido pela FDA. Recorrendo aos  tribunais, Burroughs conseguiu que a agência o reintegrasse, mas acabou por se demitir devido às pressões.

(...) as vacas tratadas com Posilac tendem a manter uma condição corporal inferior à das vacas não tratadas. Este efeito é mais pronunciado nas vacas em segunda lactação ou mais velhas.
(...) As vacas injectadas com Posilac correm um risco acrescido de mastite (leite visivelmente anormal) e podem apresentar contagens de células somáticas  [pus] mais elevadas. (...)
(...)As vacas injectadas com Posilac podem necessitar de um tratamento medicamentoso mais terapêutico para a mastite e outros problemas de saúde. (...) As vacas injectadas com Posilac podem apresentar jarretes mais dilatados e perturbações da região dos pés. O tratamento com Posilac pode reduzir os valores de hemoglobina e hematócrito.(...) 

Estudos (incluindo alguns confidenciais da própria Monsanto) mostraram que vacas leiteiras tratadas com Posilac eram mais propensas a desenvolver mastite , que também poderia vazar pus no leite e exigia mais aplicação de antibióticos. As vacas também sofriam de ovários, tiróide, fígado, coração, rins, aumentados e problemas reprodutivos. Seu leite tem um teor significativamente maior do fator de crescimento epidérmico,  semelhante à insulina,  EGF1. 
Em 1994, foi solicitado à comissão científica da União Europeia um relatório sobre a incidência de mastite e outras doenças em vacas leiteiras submetidas à ingestão de rBST. O parecer da comissão, acatado pela União Europeia em 1999, foi de que o uso de rbST aumenta substancialmente a incidência de problemas de saúde nos animais - problemas nas patas, mastites e doenças do aparelho reprodutor.
Segundo outro estudo, por Dale Bauman e outros,  que contraria a própria Monsanto, não há relação entre o uso do produto rBST com aumento de incidência de mastite, alteração na contagem de células somáticas, problemas locomotores, ou descarte de animais. 
De acordo com um relatório de 2000, publicado pela Universidade de Cornell, o hormônio rBGH é empregado nos Estados Unidos desde 1993 ou 1994, e cânceres como o de mama podem levar muitos anos para se desenvolver; portanto, não havia, até então, provas que ligassem a presença de resíduos de hormônios,  na carne ou no leite, a problemas de saúde humana. O relatório conclui que é demasiado cedo para estudar o risco de cancro da mama em mulheres que bebem leite ou comem carne de animais tratados com hormonas. Além disso não existiam estudos comparativos. O relatório termina: é necessária mais pesquisa. 

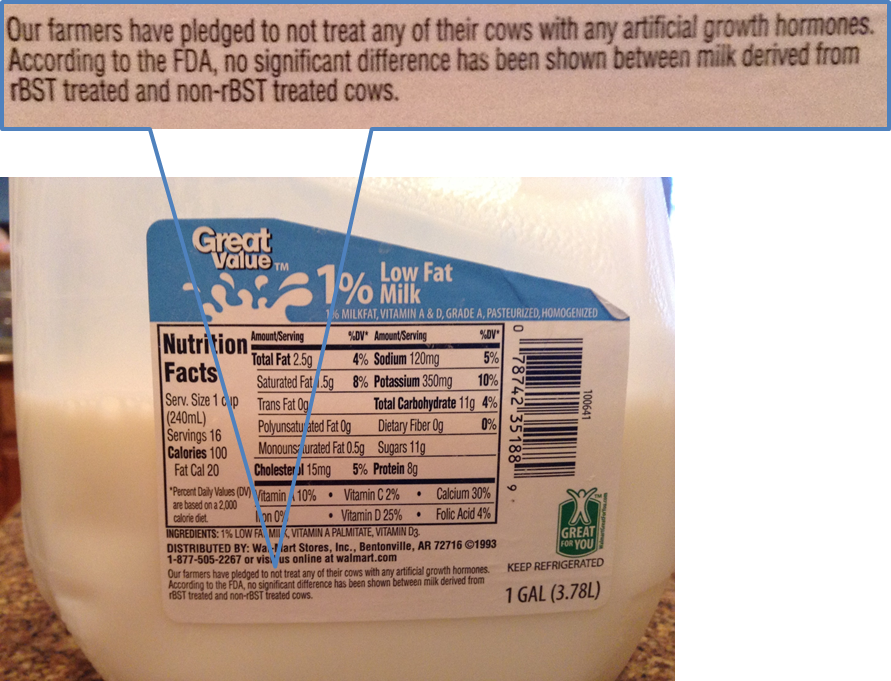
A Monsanto tentou, sem êxito, impedir a rotulagem de leite comum como "livre de rBST". Contudo, a FDA aconselhou a legenda: "De acordo com a FDA, não foi demonstrada qualquer diferença significativa entre o leite derivado de vacas tratadas com rBST e de vacas não tratadas com rBST."

No entanto, a partir de 1999 a venda de rBST começou a ser proibida em vários países - primeiro no Canadá; em seguida, na Austrália, na Nova Zelândia, no Japão, em Israel e em toda a União Europeia. O governo canadense recusou a aprovação para a venda de rBGH para gado leiteiro, com base não apenas nas preocupações acerca dos efeitos da substância para a saúde humana, mas também devido à degradação da saúde dos animais, que passaram a apresentar maior incidência de mastite, entre outros problemas. 
Atualmente, a somatotropina sintética é permitida tanto no Brasil quanto nos Estados Unidos. Nos EUA, porém, como resultado da crescente preferência dos consumidores, continuam a ser produzidos laticínios isentos de rBST (rBST-free). [ligação inativa] 
Em outubro de 2008, a Monsanto vendeu o negócio para a Eli Lilly por US $300 milhões.

## Efeitos na saúde animal
Uma  meta-análise  publicada em 2003, sugeriu um impacto negativo da rBST na saúde dos bovinos. Verificou um aumento médio na produção de leite variando entre 11 a 16%, um aumento aproximado de  24% de risco de   mastite , uma redução de 40% na fertilidade, e 55% de aumento de risco de desenvolvimento de claudicação . O mesmo estudo relatou uma diminuição no índice de condição corporal de vacas tratadas com rBST, apesar de um aumento de ingestão  de matéria seca. Uma outra meta-análise pelos mesmos autores analisara anteriormente  os índices de condição corporal  mas não conseguiu chegar a uma conclusão devido à falta de homogeneidade na conceção dos estudos e na apresentação dos relatórios. Verificaram uma tendência para a diminuição da condição corporal nas vacas tratadas, mas afirmam que "dependendo do nível de condição corporal destas vacas, este efeito pode ter sido benéfico ou prejudicial".
Em 1994,  o relatório da comissão científica da UE  afirmava que a utilização da rBST aumentava substancialmente os problemas de saúde das vacas, incluindo problemas nas patas, mastites e reações no local da injeção, e causando perturbações reprodutivas. O relatório concluiu que a rBST não deveria ser utilizada. O Health Canada proibiu a venda de rBST em 1999; foi considerado que existia um risco para a saúde humana e uma ameaça para a saúde animal, pelo que não podia ser vendido no Canadá. 
Embora não existam números exatos, estima-se nos anos noventa que a mastite custou às indústrias de laticínios americanas cerca de US$ 1,5 a 2 bilhões por ano no tratamento das vacas leiteiras.
Outro estudo da Universidade da Geórgia sobre a monitorização pós-aprovação da rBST afirmou que não houve uma derivação estatisticamente significativa nos casos de mastite em vacas leiteiras tratadas com rBST e concluiu que apesar de haver aumentos numéricos na taxa de mastite em vacas suplementadas com Posilac em comparação com as outras,  "a diferença ficava anulada quando ajustada para o volume de leite produzido."
Contudo, a introdução da rBST não foi motivada por um défice de produção de leite, que os EUA produzem em excesso. 

## Efeitos na saúde humana
O efeito da somatotropina bovina artificial na saúde humana, por meio do consumo de leite e carne dos animais,  é um debate contínuo.
O leite produzido por vacas tratadas com a hormona não é exatamente igual ao das vacas não tratadas.Tudo tem início no fato de que a vaca sob tratamento ter uma condição física inferior ao normal. Ela produz mais leite debaixo de severa  tensão física e mental em instalações lotadas. Está sujeita a mais doenças e mais frequente aplicação de antibióticos para  problemas como a mastite. As suas funções naturais são pervertidas por meio de drogas, transformando-a dolorosamente numa esgotada "máquina de dar leite".
O leite das vacas tratadas com rBST pode conter níveis elevados de fator de crescimento semelhante à insulina      (IFG-1), o que  pode aumentar o risco de cancro de mama e outros tipos de cancro. Apresenta contagens de células somáticas, ou seja, pus, mais elevadas.